# تنها یک نفس
نفست رو نگه دار و یا تنها یک نفس (فرانسوی: Dans la brume‎) یک فیلم دلهره‌آور به کارگردانی دانیل رابی است که در سال ۲۰۱۸ منتشر شد. از بازیگران آن می‌توان به رومن دوریس و فانتین آردوئن اشاره کرد.
این فیلم اثر آغازین جشنواره بین‌المللی فیلم فنتیژا در سال ۲۰۱۸ بود.
این فیلم سینمایی به مدیریت دوبلاژ صالح جراح نجفی در استودیو داب فیلم دوبله شده و از پلتفرم لنز ایرانسل پخش شده است.